# 2023 dans les chemins de fer
| Années des chemins de fer : 2020 - 2021 - 2022 - 2023 - 2024 - 2025 - 2026    |
| Décennies des chemins de fer : 1990 - 2000 - 2010 - 2020 - 2030 - 2040 - 2050 |

## Accidents ferroviaires
- 28 février : accident ferroviaire de Larissa.
- Avril : destruction du Bayside Canadian Railway, l'une des lignes de chemin de fer les plus courtes au monde.
- 2 juin : accident ferroviaire d'Odisha

## Transports en commun  en  France
- Janvier 2023: Transfert des rames MP 89 CC de la Ligne 4 sur la Ligne 6 du métro de Paris et réforme des MP 73[réf. nécessaire].
- 1er juin : Remplacement des MP 59 par des MP 14 CC sur la ligne 11 du métro de Paris.
- 24 juin : Ouverture de la Ligne 10 du tramway d'Île-de-France entre La Croix de Berny Parc de Sceaux et Jardin Parisien[1].
- 8 juillet : Tramway d'Angers  : Ouverture de la Ligne B, Belle-Beille Campus – Molière   & Centre de Congrès – Monplaisir (8,2 km) ainsi que de la Ligne C, Belle-Beille Campus – Ralliement – Roseraie (9,7 km)
- 10 décembre : Ouverture de la Ligne 12 du tramway d'Île-de-France entre Massy - Palaiseau et Évry-Courcouronnes[2].
- Remplacement des MP 89 CC par des MP 89 CA, des MP 05 et des MP 14 sur la Ligne 4 du métro de Paris[réf. nécessaire].
- Métro de Lyon Prolongement de la Ligne B :  Gare d’Oullins – Saint Genis-Laval Hôpital Lyon Sud (2,4 km)
- Tramway de Bordeaux : Prolongement  Ligne A Quatre Chemins – Mérignac Aéroport (4,7 km)

## Transports en commun dans le monde

### Nouvelles lignes et nouveaux réseaux de transport en commun inaugurés en 2023
De nouveaux réseaux de transport en commun sont entrés en service en 2023  :
- Métro
  - Métro de Quito (Pérou) :  ligne 1 El Labrador – Quitumbe (22,6 km)
  - Métro de Navi Mumbai (Inde) : ligne 1 Belapur – Pendhar (11,1 km)
  - Métro de Lagos (Nigéria) : Blue ligne Marina – Mile 2 (13 km)
  - Métro d'Honolulu (États-Unis) : Skyline Kualaka'i (East Kapolei) – Halawa (Aloha Stadium) (17,8 km)

- Métro léger
  - Métro de Tel-Aviv (Israël)  : Red ligne Bat Yam (HaKomemiyut) – Kiryat Arye / Petah Tikva (24 km)

- Tramways
  - Tramway d'Utsunomiya (Japon)  : Utsunomiya Station East – Haga Takanezawa (14,6 km)

Dans les réseaux de transport en commun existants les nouvelles lignes suivantes ont été inaugurées  en 2023 : 
- Métro
  - Métro de Wuhan (Chine) : ligne 19 West Square of Wuhan Railway Station - Xinyuexi Park (23 km)
  - Métro de Chongqing (Chine) : ligne 18 Fuhualu – Tiaodengnan (29 km)
  - Métro de Tianjin (Chine) : ligne 11 Dongjiangdao – Dongliliujinglu (13,7 km)
  - Métro de Nantong (Chine) : ligne 2 Xingfu – Xianfeng (20,9 km)
  - Métro de Lima (Pérou) : ligne 2 Evitamiento – Mercado Santa Anita (5 km)
  - Métro de Zhengzhou (Chine) : ligne 12   Lianghu – Longzihu Dong (16,5 km)
  - Métro de Guiyang (Chine) : ligne 3 Luowan - Tongmuling (43 km)
  - Métro de Bangkok (Thailande) : Pink line : Nonthaburi Civic Center – Min Buri (34,5 km)
  - Métro de Shenyang (Chine) : ligne 4 Zhengxin Lu – Chuangxin L (34 km)
  - Métro de Zhengzhou (Chine) : ligne 10 Zhengzhou Railway Station – Zhengzhouxi Railway Station (21.9 km)
  - Métro de Wuhan (Chine) : Optics Valley Sky Rail Jiufengshan – Longquanshan (10 km)
  - Métro de Jakarta (Indonésie) : Jabodebek LRT Dukuh Atas – Jati Mulya / Harjamukti (42 km)
  - Métro de Montréal (Canada) : REM ligne A Gare Centrale – Brossard (16,3 km)
  - Métro de Shaoxing (Chine) : ligne 2 Jinghu Hospital - Tandu (10,8 km)
  - Métro de Lanzhou (Chine) : ligne 2 Dongfanghong Square – Yanbai Bridge (9,1 km)
  - Métro de Changsha (Chine) : Xihuan ligne Shantang – Xiangtan North Railway Station (17,3 km)
  - Métro de Xi'an (Chine) : ligne 16 Shijingli – Qinchuangyuanzhongxin (15,1 km)
  - Métro de Suzhou (Chine) : ligne 11 Weiting – Huaqiao (41,3 km)
  - Métro de Bangkok (Thailande) : Yellow ligne Lat Phrao – Samrong (30,4 km)
  - Métro de Dalian (Iran) : ligne 5 Houguan – Hutan Xinqu (54,5 km)
  - Métro de Shiraz (Chine) : ligne 2 Emam Hossein – Qahramanan (10 km)
  - Métro d'Istanbul (Turquie) : ligne 11 Kagithane – Istanbul Havalimani (Kargo Terminali) (34 km)
  - Métro d'Istanbul (Turquie) : ligne M8 Bostanci – Parseller (14,3 km)

- Métro express

- - Zhengzhou  (Chine) : lZhengxu ligne Chang’an Lu Bei – Xuchangdong (67,1 km)
  - Wenzhou  (Chine) : lS2 Dongshan – Qingdong Road (63 km)
  - Nankin  (Chine) : ligne S4 Chahe – Chuzhou Railway Station (44,2 km)

- Tramway

- - Tramway d'Île-de-France (France) : Ligne 10 du tramway d'Île-de-France Evry – Massy-Palaiseau (20 km)
  - Tramway d'Edmonton (Canada) : Valley ligne : 102 Street – Mill Woods (13 km)
  - Tramway d'Helsinki (Finlande) : ligne 15 "Jokeri" Itäkeskus – Keilaniemi (25 km)
  - Tramway d'Île-de-France (France) : Ligne 10 du tramway d'Île-de-France  Antony-Croix de Berny – Jardin Parisien (6,8km)
  - Tramway de Mostaganem (Algérie) : La Salamandre / Nouvelle Gare Routière – Karouba (14 km)

### Prolongements de lignes existantes
Les lignes suivantes ont été prolongées en 2023 (entre parenthèses kilométres de voie ajoutées) :
- Métro

- - Métro de Pékin : ligne 11 Jin’anqiao – Moshikou (0,8 km)
  - Métro de Pékin : ligne 16 Yushuzhuang – Wanpingcheng (3,2 km)
  - Métro de Pékin : ligne 17 Workers’ Stadium – Future Science City North (24,9 km)
  - Métro de Canton : ligne 5 Wenchong – Huangpu New Port (9,8 km)
  - Métro de Canton : ligne 7 Higher Education Mega Center South – Yanshan (19,9 km)
  - Métro de Nankin : ligne 7 Yingtiandajie – Xishanqiao (10,7 km)
  - Métro de Shenzhen : ligne 8 Yantian Road – Xiaomeisha (8 km)
  - Métro de Hefei : ligne 3 Xingfuba – Sheng Ertong Yiyuan Xinqu  (9,5 km)
  - Métro de Hefei : ligne 2 Sanshibu – Cuozhen (14,5 km)
  - Métro de Harbin : ligne 3 Chinese-baroque Block – Beima Road (1 km)
  - Métro de Macao : Oceano – Barra (3,3 km)
  - Métro de Wuhan : ligne 5 Hubei Univ. of Chinese Medicine – Hongxia (2,6 km)
  - Métro de Chongqing : ligne 5 Dashiba – Shiqiaopu (4,7 km)
  - Métro de Chongqing : ligne 10 Houbao – Lanhualu (3,8 km)
  - Métro de Santiago : ligne 2 La Cisterna – Hospital El Pino (5,2 km)
  - Métro de Bucarest : M2 Berceni – Tudor Arghezi (1,6 km)
  - Métro de Dacca : ligne 6 Agargaon – Motijheel (8,5 km)
  - Métro de Lyon : Ligne B Gare d’Oullins – Saint Genis-Laval Hôpital Lyon Sud (2,4 km)
  - Métro de Téhéran : ligne 6 Shahid Sattari – Shahid Arman Aliverdi (5 km)
  - Métro de Téhéran : ligne 7 Shahid Dadman – Meydan-e Ketab (1 km)
  - Métro de Bangalore : Purple ligne Baiyappanahalli – Krishnarajapura  & Kengeri – Challaghatta (4,8 km)
  - Métro de Shenyang : ligne 2 Quanyun Lu – Taoxian Jichang (14,2 km)
  - Métro de Harbin : ligne 3 Taipingqiao – Chinese-baroque Block (3,3 km)
  - Métro de Santiago : ligne 3 Los Libertadores – Plaza Quilicura (3,8 km)
  - Métro de Xi'an : ligne 1 Fenghesenlingongyuan – Xianyangxizhan (10,6 km)
  - Métro de Delhi : Orange ligne Dwarka Sector 21 – YashoBhoomi Dwarka Sector 25 (2 km)
  - Métro de Zhengzhou : ligne 3 Yinggang – Binhe Xincheng Nan (6,3 km)
  - Métro de Moscou : ligne 10 Seligerskaya – Fiztekh (5,1 km)
  - Métro de Moscou : ligne 8A Rasskazovka – Aeroport Vnukovo (6,2 km)
  - Métro de Fuzhou : ligne 4 Fenghuangchi – Difengjiang (24 km)
  - Métro de Fuzhou : ligne 5 Ancient Luozhou Town – Fuzhou South Station (5,3 km)
  - Métro de Pune : ligne 1 Phugewadi – Civil Court (7,9 km)
  - Métro de Pune : ligne 2 Garware College – Ruby Hall Clinic (5,1 km)
  - Métro de Taoyuan : ligne A Huanbei – Laojie River (0,8 km)
  - Métro de Milan : M4 Dateo – San Babila (1,7 km)
  - Métro de Hefei : ligne 1 Hefei Railway Station – Zhangwa (4,5 km)
  - Métro de Séoul : Seohae ligne Sosa – Daegok (18,3 km)
  - Métro de Xi'an : ligne 2 Xi’anbeizhan – Caotan & Weiqunan – Changninggong (6,9 km)
  - Métro de Salvador : ligne 1 Pirajá – Campinas (1,5 km)
  - Métro de Washington : YL/BL Potomac Yard station ( km)
  - Métro de Zhengzhou : ligne 14 Olympic Sports Center - Lianhu (1,7 km)
  - Métro de Téhéran : ligne 4 Eram-e Sabz – Allameh Ja'fari (1,4 km)
  - Métro de Tachkent : Circle ligne 7-Bekat – 12-Bekat (7,4 km)
  - Métro d'Ankara : M4 Atatürk Kültür Merkezi – Kizilay (3,3 km)
  - Métro d'Istanbul : M3 Basaksehir MetroKent – Kayasehir Merkez (6,2 km)
  - Métro de Fukuoka : Nanakuma ligne Tenjin-minami – Hakata (1,6 km)
  - Métro de Bangalore : Purple ligne Krishnarajapura – Whitefield (Kadugodi) (12,9 km)
  - Métro de Téhéran : ligne 6 Tarbiat Modares University – Emam Hossein (9,5 km)
  - Métro de Téhéran : ligne 7 Meydan-e San'at – Shahid Dadman (1,5 km)
  - Métro de Kuala Lumpur : Putrajaya ligne Kampung Batu – Putrajaya Sentral (38,7 km)
  - Métro de Panama : ligne 2 Corredor Sur – Aeropuerto (2 km)
  - Métro de Moscou : ligne 11 Savyolovskaya – Elektrozavodskaya & Nizhegorodskaya – Kakhovskaya (18,9 km)
  - Métro de Chongqing : ligne 5 The Expo Garden Center - Yuegangbeilu (9 km)
  - Métro de Pékin : Changping ligne Qinghe – Xitucheng (9,7 km)
  - Métro de Mumbai : ligne 2A Dahanukarwadi – Andheri West (9 km)
  - Métro de Mumbai : ligne 7 Aarey – Gundavali (6,2 km)
  - Métro de Chongqing : ligne 9 Xingkedadao – Huashigou (8 km)
  - Métro de Chongqing : ligne 10 Liyuchi – Houbao (6 km)
  - Métro d'Istanbul : M7 Sisli-Mecidiyeköy – Yildiz  ( km)

- Métro léger

- - Los Angeles -- "Regional Connector" Little Tokyo/Arts District – 7th St/Metro Center (3 km)
  - Changchun -- ligne 4 Tiangong Road – Tianxin Road  (4,5 km)
  - Rotterdam -- Hoek van Holland Haven – Hoek van Holland Strand (2,1 km)
  - Málaga -- L1 El Perchel – Atarazanas (1,2 km)
  - Málaga --    L2 El Perchel – Guadalmedina (0,6 km)
  - Taipei -- Ankeng ligne Shisizhang – Shuangcheng (7,7 km)
  - Maurice -- Rose Hill – Mahatma Gandhi & Port Louis Victora – Pl. d'Armes (3,2 km)
  - San Francisco -- T 4th/King – Chinatown/Rose Pak (2,5 km)

- RER

- - Hamburg -- S1 Ottensen station ( km)
  - Jinhua -- Sports Center – Ming & Qing Dynasty Palaces (12 km)
  - Tunis -- ligne E Gare de Tunis – Bougatfa (6,3 km)
  - Yokohama -- Tokyu/Sotetsu Hiyoshi – Hazawa Yokohama-kokudai ( km)
  - New York  -- LIRR Woodside – Grand Central Madison (5 km)

- Tramway

- - Prague -- ligne 17 Levského – Libus  (1,7 km)
  - Wroclaw -- Lines 18/19 Dmowskiego – Wejherowska (3,6 km)
  - Bordeaux -- Ligne A Quatre Chemins – Mérignac Aéroport (4,7 km)
  - Izmit -- Plajyolu – Kurucesme (0,9 km)
  - Vitoria-Gasteiz -- Florida – Salburua (2,4 km)
  - Innsbruck -- ligne 5 Schützenstraße – Rum Bahnhof (1,3 km)
  - Gdansk -- Ujescisko – Przemyska (1,7 km)
  - Kayseri -- T3 Anafartalar – Kumsmall AVM (6,5 km)
  - Bochum -- 302 Laar Mitte – O-Werk (0,6 km)

### Nombre de kilomètres de voie ajoutés en 2023
| Pays          | Métro léger | Métro  | RER   | Tramway | Total  |
| ------------- | ----------- | ------ | ----- | ------- | ------ |
| Afrique       | 3,2         | 13     | 6,3   | 14      | 36,5   |
| Algérie       |             |        |       | 14      | 14     |
| Maurice       | 3,2         |        |       |         | 3,2    |
| Nigéria       |             | 13     |       |         | 13     |
| Tunisie       |             |        | 6,3   |         | 6,3    |
| Amérique      | 5,5         | 74,2   | 23,2  | 27,5    | 130,4  |
| Bolivie       |             |        |       | 4,7     | 4,7    |
| Brésil        |             | 1,5    |       |         | 1,5    |
| Canada        |             | 16,3   |       |         | 16,3   |
| Chili         |             | 9      |       |         | 9      |
| Etats-Unis    | 5,5         | 17,8   | 5     | 22,8    | 51,1   |
| Mexique       |             |        | 18,2  |         | 18,2   |
| Panama        |             | 2      |       |         | 2      |
| Pérou         |             | 27,6   |       |         | 27,6   |
| Asie          | 12,2        | 825,9  | 286,1 | 22,9    | 1147,1 |
| Bengla Desh   |             | 8,5    |       |         | 8,5    |
| Chine         | 4,5         | 556,3  | 232,3 | 1,8     | 794,9  |
| Corée du Sud  |             | 18,3   | 17,8  |         | 36,1   |
| Inde          |             | 59     | 17    |         | 76     |
| Indonésie     |             | 42     |       |         | 42     |
| Iran          |             | 28,4   | 19    |         | 47,4   |
| Japon         |             | 1,6    |       | 14,6    | 16,2   |
| Ouzbekistan   |             | 7,4    |       |         | 7,4    |
| Qatar         |             |        |       | 6,5     | 6,5    |
| Sri Lanka     |             | 38,7   |       |         | 38,7   |
| Taiwan        | 7,7         | 0,8    |       |         | 8,5    |
| Thaïlande     |             | 64,9   |       |         | 64,9   |
| Europe        | 27,9        | 93,7   | 1,3   | 129     | 251,9  |
| Allemagne     |             |        |       | 6,8     | 6,8    |
| Autriche      |             |        |       | 1,3     | 1,3    |
| Espagne       | 1,8         |        |       | 2,4     | 4,2    |
| Finlande      |             |        |       | 27      | 27     |
| France        |             | 2,4    |       | 39,7    | 42,1   |
| Israel        | 24          |        |       |         | 24     |
| Italie        |             | 1,7    |       |         | 1,7    |
| Pays-Bas      | 2,1         |        |       |         | 2,1    |
| Pologne       |             |        |       | 26,6    | 26,6   |
| Roumanie      |             | 1,6    |       |         | 1,6    |
| Royaume-Uni   |             |        | 1,3   | 5,2     | 6,5    |
| Russie        |             | 30,2   |       |         | 30,2   |
| Suisse        |             |        |       | 2,5     | 2,5    |
| Tchéquie      |             |        |       | 4,2     | 4,2    |
| Turquie       |             | 57,8   |       | 13,3    | 71,1   |
| Total général | 48,8        | 1006,8 | 316,9 | 193,4   | 1565,9 |